# Taupo (jezero)
Taupo (anglicky Lake Taupo) je jezero na Novém Zélandu. Taupo je největší jezero na Novém Zélandu. Leží ve středu Severního ostrova, v nadmořské výšce 356 metrů. Má 193 km dlouhé pobřeží, hloubku až 186 metrů a rozlohu 616 km². Z jezera odtéká jediná řeka Waikato. Naopak přitékají řeky Waitahanui, Tongariro a Taupo-Tauranga. U severovýchodního pobřeží jezera, je město Taupo, které má přibližně 23 tisíc obyvatel.
Jezero bylo vytvořeno supervulkánem, na jehož vrcholu vznikla kaldera vyplněná vodou. Předpokládá se, že k vulkanické erupci došlo přibližně před 26 500 tisíci lety.
Oblast jezera je častým turistickým cílem, který ročně navštíví okolo 1,2 miliónů lidí.

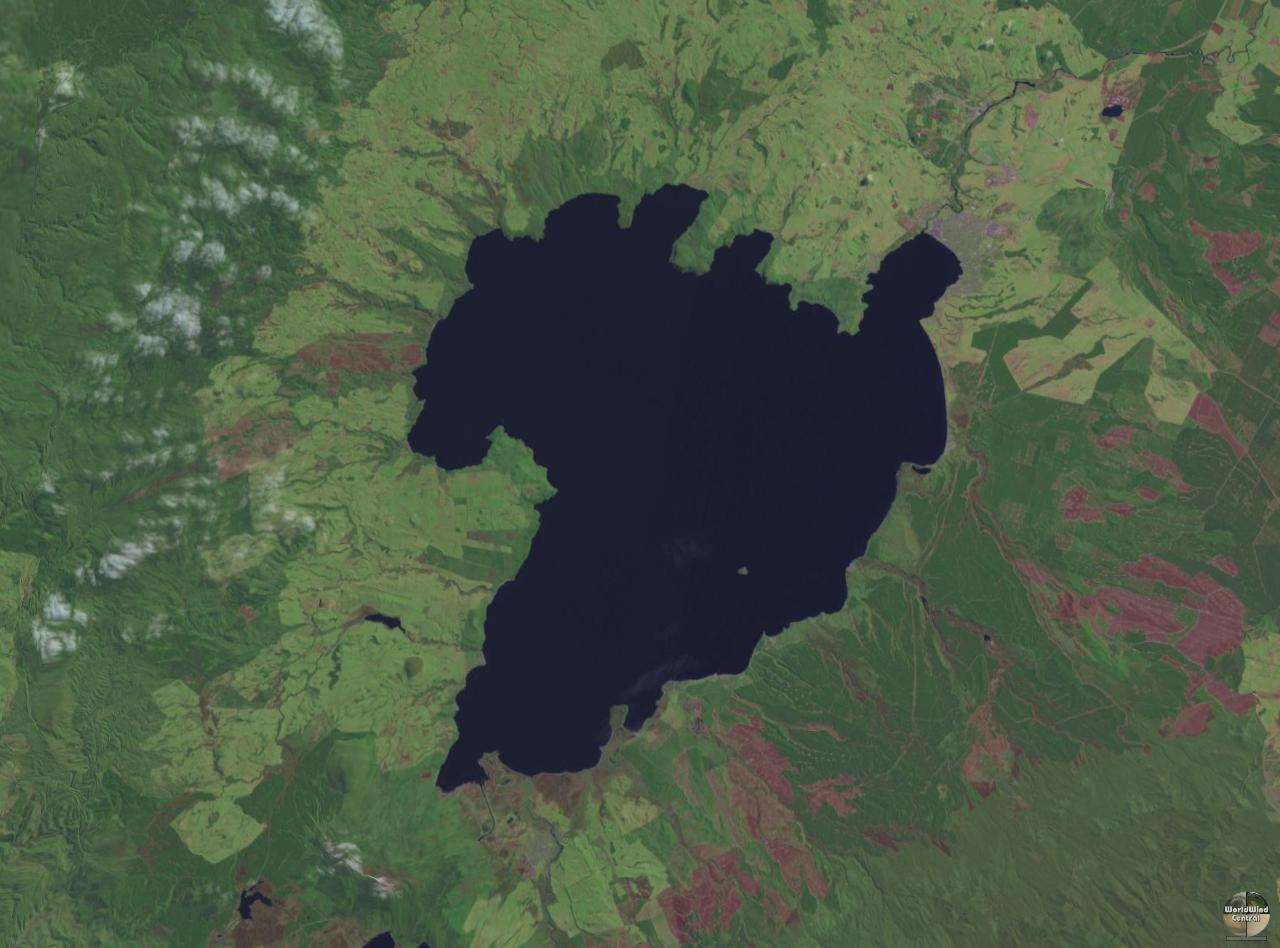
Taupo ze satelitu
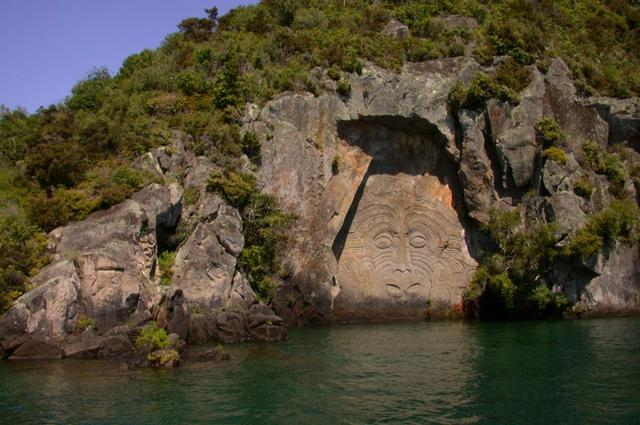
Skalní rytina vytvořená Maory kolem roku 1970